# Dendrobium guttulatum
Dendrobium guttulatum är en orkidéart som beskrevs av Rudolf Schlechter. Dendrobium guttulatum ingår i släktet Dendrobium, och familjen orkidéer. Inga underarter finns listade i Catalogue of Life.